# Darre la Peyre
Darre la Peyre est une structure funéraire mégalithique située à  Précilhon dans le département français des Pyrénées-Atlantiques.

## Historique
Le site est indirectement mentionné sur le cadastre napoléonien de 1807. Le monument est signalé par P. Raymond en 1873. Il a été victime d'une fouille clandestine réalisée en 1952 par un enseignant du lycée d'Oloron, qui y aurait trouvé des poteries mais le matériel archéologique correspondant est inconnu. Un premier sondage de diagnostic a été réalisé sur le site en 1997 et trois campagnes de fouilles y ont été réalisées entre 1998 et 2000.

## Description
La structure funéraire mégalithique a été édifiée sur une ligne de crête collinaire et est située à moins de 2 km de à l'ouest des deux dolmens de Peyrecor.
La table de couverture en grès mesure 3 m de long sur 2,20 m de large, pour une épaisseur de 50 à 55 cm. Cette dalle a été en partie fracturée lors de la fouille clandestine de 1952 et le fragment détaché est encore visible à proximité. La fouille a révélé que le monument a été remanié à plusieurs reprises, entre l'Antiquité et le XIXe siècle : la table de couverture a été soulevée avec des leviers afin de pouvoir retirer pratiquement tous les orthostates qui la soutenaient à l'origine et ceux-ci ont été remplacés avec un assemblage de blocs, en grès ou en quartzite, et de galets. Seuls deux orthostates ont été retrouvés à proximité de leur position initiale, l'existence de trois autres, désormais disparus, a été révélée par la découverte de leur fosse de calage (en négatif). Les deux orthostates restants sont constitués d'une grande dalle en grès (1,45 m de long sur 0,45 m de large et 0,11 m d'épaisseur) et d'une seconde dalle en calcaire (1,10 m de long sur 1 m de large et 0,16 m d'épaisseur). Les dalles ont été retravaillées et les surfaces planes étaient disposées vers l'intérieur de la chambre. L'ensemble du monument a été édifié sur un massif, de forme ovale (3,50 m sur 3 m), constitué de galets et de terre rapportée, ceinturé par de gros blocs en grès disposés en position oblique et entouré d'un tumulus pratiquement circulaire de 10 m de diamètre dont la hauteur ne dépassait pas 0,25 à 0,30 m avant fouille.
Deux stèles aniconiques en grès ont été découvertes (une dans la chambre, l'autre derrière un support) lors des fouilles mais leur emplacement d'origine demeure inconnu. L'une des deux stèles est conservée à la mairie d'Escout.
Compte tenu des multiples interventions antérieures subies par le monument, sa nature originelle ne peut reposer que sur des hypothèses. Darre la Peyre est une structure funéraire mégalithique constituée d'une chambre semi-enterrée, d'une longueur minimum de 3 m sur 1,20 à 1,50 m de large, délimitée par des dalles sur ses grands côtés. L'ensemble a été calé avec un massif de galets. L'entrée, semi-enterrée, devait se trouver au nord-ouest et aurait été fermée par une dalle en calcaire bien distincte. Il ne s'agissait donc pas d'un « coffre » mais sans pouvoir affirmer qu'il s'agissait d'un « dolmen ».

## Mobilier archéologique
Compte tenu des multiples interventions subies par le monument, l'analyse stratigraphique du contenu de la chambre ne présente pas d'intérêt et l'absence de restes osseux ou de charbons n'a permis aucune datation au carbone 14.
Le mobilier lithique découvert correspond à treize outils (bifaces, racloirs, fragment d'une pointe Levallois) attribués au Paléolithique moyen confectionnés avec des matériaux d'origine locale (silex, quartzite et grès) et à des pointes de flèches à ailerons et pédoncule, des lames en silex et des outils en os et quartzite attribués au Néolithique final. Le mobilier céramique retrouvé se compose de deux vases (dont un gobelet campaniforme) datés du Néolithique final et de fragments de vases attribués à l'Âge du bronze ancien/moyen. Le monument a donc probablement été édifié au Néolithique final/Chalcolitique vers le milieu du IIIe millénaire av. J.-C..
Le site a été réoccupé dès l'Antiquité, comme l'atteste la découverte de deux perles en verre de couleur bleue et de céramiques romaines, et fréquenté à l'époque moderne (balle en plomb, fragment d'un tuyau de pipe, diverses monnaies).